# 武藏野女子大学短期大学部
武藏野女子大学短期大学部（日语：／ Musashino Joshi Daigaku Tanki Daigakubu *），简称武女短，是过去一所位于日本东京都西东京市的私立短期大学。前武藏野女子短期大学（日语：／ Musashino Joshi Tanki Daigaku *）。

## 概要

### 简介
- 学校最早可以追溯到1924年[1]。短期大学为于1950年开办[1]、由学校法人武藏野女子学院经营、来源于亲鸾的净土真宗即龙谷总合学园之一校。

### 历史
- 1950年 武藏野女子短期大学成立并同时设置两个学科即文科（日文专攻和英文专攻）、家政科办[1]。
- 1954年 改校名为武藏野女子学院短期大学[1]。
- 1977年 幼儿教育科成立[2]。
- 1982年 专攻幼儿教育专攻成立[3]。
- 1990年 家政科变更为生活学科[2]。
- 1999年 文科（日文专攻和英文专攻）招生最后、次年停止招生（正式停办于2003年6月1日[2]）。
- 2000年 生活学科改编为生活创造设计学科而且分离为两个专攻即生活设计专攻[注 2]和住环境设计专攻[2]。
- 2002年 短期大学招生最后、次年停止招生[2]。
- 2003年 今年6月1日文科（日文专攻和英文专攻）正式停办[2]。
- 2004年 今年8月2日幼儿教育科正式停办[2]。
- 2006年 正式停办[1]。

## 学校环境
- 校区：在了东京都西东京市

## 组织

### 学科
- 生活创造设计学科
  - 生活设计专攻[注 2]
  - 住环境设计专攻
- 幼儿教育科

### 前学科
- 文科[注 3]
  - 日文专攻[注 3]
  - 英文专攻[注 3]
- 生活学科[注 4]

### 专科
| - 幼儿教育专攻 |

### 业余课程
| - 没有 |

## 知名校友
- 峰下和子：女播音员

## 相关链接
- 日本短期大学列表
- 武藏野大学：后来校